# Lady Channel
Lady Channel è stato un canale televisivo satellitare che trasmetteva esclusivamente telenovelas 24 ore su 24.

## Storia
Lady Channel nasce nell'ottobre 2007 dall'emittente piemontese Videolook Channel, la cui programmazione si basava su televendite.
Le prime telenovelas trasmesse furono Libera di amare con Adela Noriega, Celeste con Andrea del Boca, Manuela con Grecia Colmenares e Cuore selvaggio con Eduardo Palomo. Venivano trasmesse dalle 16:00 alle 20:00 e replicate durante la notte.
L'emittente inizialmente si trovava solo al canale numero 857 dello Sky Box, per essere poi spostata al canale 181.
Un ulteriore spostamento si è verificato con l'entrata vera e propria nell'offerta Sky il 31 luglio 2009, quando l'emittente si insedia al canale 122, lasciato libero da RaiSat Premium.
L'ultimo spostamento si è verificato l'8 novembre 2010, quando la rete, a causa dello spostamento di AXN +1, si trasferì al numero 135.
Il 31 luglio 2012 il canale termina le trasmissioni su Sky e si trasformò in un contenitore di Vero Capri, canale 55 del digitale terrestre, che trasmetteva alcuni titoli, precedentemente in onda su Lady Channel, mentre gli altri titoli erano disponibili in streaming sul sito www.ladychannel.tv.
Nel mese di ottobre 2012 la Guido Veneziani Editore (società che all'epoca controllava il canale Vero Capri) ha annunciato di voler riesumare il canale (ribattezzandolo Vero Lady) che andrebbe ad occupare il numero 144 del digitale terrestre; nel mese di novembre 2012 sono iniziate le trasmissioni test visibili solo in alcune regioni italiane. Il canale non ha però riscosso successo, a causa delle frequenze che non riuscivano a coprire in modo ottimale il territorio ed è stato quindi chiuso il 1º gennaio 2013 e sostituito dalla versione timeshift +1 di Vero Capri presente nel mux Retecapri Alpha, continuando comunque la programmazione delle telenovelas su Vero Capri.
Dal 1º dicembre 2016 il logo di Lady Channel è visibile all'interno del canale Nuovarete, visibile in Emilia-Romagna al canale 110 e nelle Marche al canale 19, il quale inizia a trasmettere alcune delle telenovelas andate in onda sulla defunta rete televisiva. Il progetto è quello di riesumare l'emittente.

## Ascolti
Di seguito vengono riportati i dati auditel ufficiali dell'emittente aggiornati al mese di ottobre 2009:
- Prima mattinata: 8.522 contatti medi
- Tarda mattinata: 8.013 contatti medi
- Primo pomeriggio: 17.603 contatti medi
- Tardo pomeriggio: 12.687 contatti medi
- Sera: 8.593 contatti medi
- Notte: 11.083, 10.370, 5.561, 3.231 contatti medi

Mentre, nei dati aggiornati a settembre 2010, risulta che l'emittente abbia un numero di contatti giornalieri di circa 193.028 persone, mantenendo uno share dello 0,7%.

## Telenovelas trasmesse dal canale
- Botineras
- Vuelveme a querer
- Andrea Celeste
- Cielo rojo
- La storia di Amanda
- La signora in rosa
- Esmeralda
- Ines, una segretaria da amare
- Celeste
- Celeste 2
- Cuore selvaggio
- Marilena
- Il segreto di Jolanda
- Batticuore
- Gloria, sola contro il mondo
- I due volti dell'amore
- 099 central
- Manuela
- Renzo e Lucia - Storia d'amore di un uomo d'onore
- Pagine di vita
- Huracan
- Libera di amare
- Fiori d'arancio (altro titolo: Primavera)
- Amanti
- Maria
- Regina
- Un volto, due donne
- Vendetta d'amore
- Primo amore
- Señora
- Perla nera
- Eredità d'amore
- Lasciati amare
- Il segreto della nostra vita
- Grecia
- Zingara
- Ecomoda
- Padre Coraje
- Mientras haya vida
- Pasión Morena
- Cuidado con el angel
- Topazio
- Rosa selvaggia
- La forza dell'amore
- Amore gitano
- Marina (altro titolo: Ribelle)
- Dancin' Days
- Milagros
- Stellina
- Antonella
- Vittoria (altro titolo: Signore e padrone)
- Mariana, il diritto di nascere
- Se busca un hombre
- Vidas robadas
- La forza del desiderio
- La madre
- Terra nostra
- Dolce Valentina
- Betty la fea
- Vento di passione
- La schiava Isaura
- Sortilegio
- La scelta di Francisca
- Rubi
- La ragazza del circo
- Aroma de cafè
- Micaela
- Amore proibito
- Carolina (altro titolo: Amandoti)

## Lady en español
Il 31 maggio 2009 è iniziato il progetto Lady en español, con l'obiettivo di far imparare la lingua spagnola seguendo una telenovela in lingua originale sottotitolata in italiano. Il primo titolo scelto dall'emittente è Mientras haya vida, una telenovela messicana del 2007 interpretata da Margarita Rosa de Francisco e Saul Lisazo.
Visto il buon riscontro di pubblico di Mientras haya vida, a partire dal 2 gennaio 2010 ha preso il via una seconda telenovela in lingua originale: Pasión Morena, prodotto nel 2009, in anteprima assoluta per l'Italia e trasmesso in contemporanea con il Messico.
Al termine di quest'ultima, inizia, a partire dal 29 giugno 2010, un'altra telenovela dal titolo Se busca un hombre, sempre del network TV Azteca, ma prodotta nel 2007.
Un'altra importante novità per l'iniziativa è stata la messa in onda a partire dal 3 gennaio 2011 fino al 12 luglio 2011 di Padre Coraje, i cui protagonisti sono Facundo Arana, Nancy Dupláa  e Carina Zampini, famosissima telenovela argentina del 2004 che ha avuto un enorme successo in tutta l'America Latina e ha ottenuto molti premi.
Per la rubrica Lady en español a partire dall'8 luglio 2011 ha preso il via Vidas robadas, una telenovela argentina del 2008 di genere drammatico, ispirata ad una storia vera, che affronta dei temi molto forti e di interesse sociale: il traffico di esseri umani e lo sfruttamento sessuale. Protagonista della telenovela nel ruolo di Bautista: Facundo Arana, accompagnato da un cast di altissimo livello: Soledad Silveyra, Jorge Marrale, Juan Gil Navarro, Virginia Innocenti, Adriàn Navarro, Carlos Portaluppi, Silvia Kutika, Fabio Di Tomaso, Mónica Antonópulos, Brenda Gandini, Carlos Kaspar e Jorge D'Elia. Questa telenovela ha avuto un enorme successo in Argentina e ha vinto diversi premi tra questi il premio Martín Fierro de Oro come miglior telenovela nel 2009.
Al termine di Vidas robadas, dal 23 novembre 2011, l'appuntamento delle ore 18 con la rubrica Lady en español prosegue con 099 central una telenovela Argentina del 2002 di genere poliziesco interpretata da una coppia di attori già vista sugli schermi di Lady Channel e apprezzata dai telespettatori in Padre Coraje: Facundo Arana e Nancy Dupláa.
Dal 24 novembre 2011 al termine della telenovela Cuidado con el angel, l'appuntamento delle ore 21 con la rubrica Lady en español prosegue con la telenovela messicana del 2009 dal titolo Sortilegio i protagonisti di questa storia sono interpretati da William Levy e Jacqueline Bracamontes.
Nella primavera 2012 iniziarono ad andare in onda due nuove telenovelas messicane: Vuelveme a querer e Cielo rojo (prodotte rispettivamente nel 2009 e nel 2011) concluse dalla stessa rete in streaming a causa della chiusura del canale.

## Telenovelas inedite in italiano
Nel 2010 il canale ha per la prima volta trasmesso una telenovela in prima visione doppiata in italiano: si tratta della produzione venezuelana Dolce Valentina del 2002, che ha riscosso un ottimo riscontro di pubblico.
Al termine di Dolce Valentina dal 27 novembre 2011 alle ore 14 è cominciata una nuova telenovela in prima visione doppiata in italiano dal titolo Pagine di vita, una produzione brasiliana del 2006 di grande successo tra i protagonisti di questa storia ci sono: Ana Paula Arósio, Regina Duarte, Lília Cabral, Fernanda Vasconcellos, Thiago Lacerda, Edson Celulari e Sônia Braga.

## Interviste esclusive
Il giorno 7 ottobre 2009, al termine dell'ultima puntata di Perla nera, l'emittente ha mandato in onda un'intervista esclusiva della durata di 5 minuti, alla nota attrice argentina Andrea del Boca, in cui lei ha raccontato le sue precedenti esperienze lavorative ed i suoi progetti futuri.
Nel mese di gennaio 2011, invece, va in onda sul canale l'intervista all'attore messicano Victor González, protagonista, sulla stessa emittente, della telenovela Pasión Morena. Nell'intervista l'attore racconta la sua carriera, i suoi gusti e manda un affettuoso abbraccio al pubblico di Lady Channel.
Il 19 febbraio 2011, al termine di Dolce Valentina, l'emittente ha trasmesso lo speciale "Adios Gordita", in cui erano raccolti i momenti più belli della telenovela, le interviste e i pensieri dei vari attori che vi hanno partecipato.
Altre interviste trasmesse dall'emittente sono state poi quelle agli attori Maite Perroni e William Levy.